# گرینوود (مینه‌سوتا)
گرینوود، مینه‌سوتا (به انگلیسی: Greenwood, Minnesota) یک شهر در ایالات متحده آمریکا است که در شهرستان هنپین، مینه‌سوتا واقع شده است.

## خصوصیات
گرینوود ۱٫۵۸ کیلومترمربع مساحت و ۶۸۸ نفر جمعیت دارد و ۲۸۷ متر بالاتر از سطح دریا واقع شده است.